# Liste des organisations de Dune
L’univers de Dune se compose de plusieurs organisations principales ayant une influence sensible sur le déroulement des évènements.

## La Ligue des Nobles
Après l'émergence des Titans, les planètes du Vieil Empire qui ne sont pas tombées sous leur joug se regroupent pour se protéger mutuellement contre leur nouvel ennemi et prennent pour nom la Ligue des Nobles. L'avènement d'Omnius diminue le nombre de mondes dans cette organisation mais renforce sa détermination et une longue guerre d'usure commence entre les machines pensantes et la Ligue des Nobles.

## Le Landsraad
Le Landsraad, constitué des Maisons Majeures et Mineures et présidé par l’Empereur Padishah Shaddam IV, constitue la structure du pouvoir en place dans l’Impérium avant le règne de Leto II. Il a pour origine la Ligue des Nobles, représentants des mondes libres lors de la Guerre des Machines. Toutefois, quelques organisations évoluent indépendamment du Landsraad et ne subissent aucune influence de celui-ci. Il s’agit du Bene Gesserit, du Bene Tleilax, de la Guilde spatiale, du CHOM et des Fremen, ainsi que des contrebandiers de Dune.

## Le Bene Gesserit
Organisation exclusivement féminine fondée par Raquella Berto-Anirul, petite-fille naturelle de Vorian Atréides. Les Sœurs sont issues des sorcières de Rossak ayant survécu à Peste d’Omnius. Le Bene Gesserit a pour dessein la création d’un être suprême masculin, le Kwisatz Haderach, doté du don de prescience, qui guidera l’humanité vers un hypothétique âge d’or. Leur programme génétique, sur pied depuis des centaines de générations, doit aboutir à la création de cet être. Les membres du Bene Gesserit sont les Révérendes Mères. Les apprenties portent le nom d'Acolytes.
Le Bene Gesserit exerce également sa mission de préparation religieuse sur certains peuples, comme les Fremen, en leur instillant des notions de prophéties et de divinités, la Missionaria Protectiva, qui est censée préparer religieusement ces peuples dans l’intérêt du Bene Gesserit.
Les Sœurs du Bene Gesserit sont capables d'une maîtrise extrême de leur organisme et de leur psyché. Cela implique un contrôle total des fonctions biochimiques de leur corps ainsi qu’un auto-controle destiné à cacher leur émotions tout en lisant dans celles des autres personnes. Certaines Sœurs développent cette capacité afin d’obtenir le titre de Diseuse de Vérité, capable de discerner la vérité du mensonge par certains signes avant-coureurs de leur interlocuteur (sueur, tremblements, production d’hormones volatiles, etc). Les Sœurs sont de plus très bien préparées au combat rapproché. L’ensemble de ces capacités est en général accessible depuis un état de concentration particulier appelé Prana-Bindu.
Les Sœurs ont également la capacité d'avoir recours aux Mémoires Intérieures, où toutes les consciences de leurs ancêtres du côté féminin peuvent intervenir, conférant à la Révérende Mère toutes les expériences passées de ces ancêtres. Cette capacité a pour origine la transformation de l’Eau de Vie (liqueur d’Épice, substrat obtenue en noyant un Ver de petite taille[réf. nécessaire]) par leur organisme, cérémonial où l’acolyte en phase de devenir Révérende Mère subit une transe extrêmement éprouvante qui libère les Mémoires Intérieures et les rend disponibles à la sœur subissant la transe de l’Épice.
Le membre du Bene Gesserit dont la vie et les actions influencent le plus le cycle de Dune est Jessica Atréides, concubine du Duc Leto Atréides et mère de Paul Muad'Dib Atréides.

## La Guilde spatiale
Fondée par Norma Cenva (inventrice des moteurs à espace plissé ainsi que des suspenseurs et des brilleurs, technologies basées sur l'effet Holzman), la Guilde est fondée après la fin du Jihad Butlérien sur les bases établies par la Venkee. Le calendrier du Cycle de Dune est d'ailleurs basé sur l'année de la fondation de la Guilde.
Pendant le Jihad Butlérien, Aurelius Venport fonde avec le Tlulaxa (ancien terme désignant le peuple Tleilaxu) Tuk Keedair la Venkee, société de transport de marchandises diverses à l'échelle sidérale. C'est toutefois la belle-fille d'Aurelius, Norma Cenva, mathématicienne de génie, qui va développer les moteurs à espace plissé et qui héritera de la société de son beau-père. Tout d'abord à vocation militaire pendant le Jihad Butlérien, ses vaisseaux vont par la suite devenir le moyen de transport standard de tout l'Univers, ce qui révolutionnera le rapport qu'a l'homme vis-à-vis du concept de voyage spatial et développera la dispersion des peuples dans l'Univers, donnant ainsi une vision nouvelle de l'humanité. Ces voyages dégagent par ailleurs une connotation religieuse non négligeable.
Norma Cenva, n'ayant jamais trouvé de moyen mécanique de guidage pour ses vaisseaux qui risquent à chaque voyage de plonger dans une étoile ou une météorite, découvrit que son corps, exposé à des doses quasi-mortelles d'épice, subit une transformation physique. Le corps s'atrophie alors que son crâne augmente de volume. Ainsi, Norma acquiert le don de prescience et l'apparence physique propres à tous les Navigateurs et Timoniers de la Guilde. Ce don de vision de l'avenir leur permet de prédire la route la plus sure à emprunter lors du voyage dans l'espace plissé. Les Navigateurs vivent en suspension dans une énorme cuve saturée d'Épice sous forme gazeuse. Ils ne sont plus humains, se considèrent comme supérieurs.
La Guilde possède le monopole du transport spatial depuis sa fondation et jouit de l'indépendance par rapport au Landsraad. Elle peut être très influente politiquement mais reste vulnérable sur un point, celui de sa dépendance à l'Epice, vitale afin que les Navigateurs puissent trouver leur chemin dans l'espace.

## Le Bene Tleilax
Le Bene Tleilax (anciennement Bene Tlulax) est défini par un peuple humanoïde (plus petits que les humains, à la peau grisâtre et aux dents pointues) ayant apparemment évolué en marge de l’humanité. Ce peuple fanatique et très renfermé sur lui-même jouit d’une indépendance totale face au Landsraad. Le Tleilax est très avancé technologiquement, plus particulièrement dans les domaines de la génétique et du clonage humain : fabrication de clones, appelés Ghola, et Danseurs-Visages. Les Danseurs-Visages étant des humains hermaphrodites et polymorphes utilisés comme espions ou assassins, pouvant adopter le visage et les traits de caractère de n'importe qui. Le Tleilax est également la source de Mentats tordus, tels que Piter de Vries. Tous ces êtres, gholas y compris, naissent dans les cuves Axolotl. Ces cuves se trouvent être des femelles Tleilaxu au corps difforme et aux organes reproducteurs hypertrophiés, fruit du mariage de la technologie et des sciences de la reproduction. Des doutes planent par ailleurs sur le Bene Tleilax quant au respect des interdits du Jihad Butlérien.
Le Bene Tleilax possède un système de planètes dont la principale abrite leur capitale, Bandalong. C’est une cité sacrée interdite aux Powindahs (non-Tleilaxus).

## Les Mentats
Le premier mentat fut Gilbertus Alban, fruit d'une expérience menée par le robot indépendant Erasme lors de la guerre des machines. Cet humain fut formé à la computation sur plus de vingt degrés et développa donc des capacités de raisonnement et de déduction semblables à un ordinateur. Toutefois, on n'en sait pas plus sur la fondation de cette grande école, à part qu'elle fut établie juste après le Jihad Butlérien.
Les mentats sont utilisés comme ordinateurs humains. Ils sont d'excellents stratèges, mais sont plus généralement employés à des tâches diverses de calcul, dans les Grandes Maisons ou à la CHOM par exemple.

## Le CHOM
Le Combinat des Honnêtes Ober-Marchands, organisme ayant pour origine la Venkee, régule le commerce au sein de l'Impérium et plus particulièrement celui de l'Epice, ce qui lui confère une influence
respectable auprès des grands acteurs de l'Impérium.

## Les Truitesses
Armée d'élite exclusivement féminine, les Truitesses ne prennent place dans le Cycle de Dune que lors du règne de Leto II. Employées comme garde rapprochée de Leto II, elles occupent également chaque planète de l'Impérium afin d'y asseoir les concepts et directives de l'Empereur-Dieu. Les Truitesses sont totalement dévouées à leur Empereur et c'est pour cette raison, en opposition à une armée d'hommes incline à la trahison et à la violence intéressée, qu'il a constitué son armée uniquement de femmes.

## Les Honorées Matriarches
Ordre féminin présentant plusieurs points communs avec le Bene Gesserit (aisance au combat rapproché, hiérarchie matriarcale, volonté d'asseoir son influence) mais opposé à celui-ci, les Honorées Matriarches apparaissent après la Dispersion de l'humanité suivant le règne de Leto II. Ayant apparemment été fondé par d'anciennes truitesses issues de la Grande Dispersion, cet ordre tente de renverser le Bene Gesserit et d'imposer un pouvoir stable, absent de l'Impérium à ce moment-là.
Ces femmes sont disposées à la violence, le mélange de substitution à l'Epice à base d'adrénaline qu'elles absorbent en est la raison principale. Les Honorées Matriarches ont également développé l'attirance qu'elles peuvent susciter chez un homme, si bien qu'elles se servent de leur maitrise des techniques sexuelles afin d'asservir les puissants dans leur intérêt. Ce sont elles qui atomisèrent la planète Rakis, anciennement connue sous le nom d'Arrakis.